# Le terre di Arnheim
Le terre di Arnheim (The Domain of Arnheim) è un racconto di Edgar Allan Poe pubblicato sul periodico Columbian Lady's and Gentleman's Magazine nel marzo del 1847. Dal 1842 al 1850 il racconto ebbe varie redazioni e, inizialmente, un titolo diverso (The Landscape-Garden).

## Trama
Un uomo di nome Ellison sostiene che il raggiungimento della felicità dipenda da quattro principi fondamentali: il vivere all'aria aperta, l'amore delle donne, il disprezzo dell'ambizione e la realizzazione di uno scopo inesauribile. Ereditata una colossale fortuna, Ellison si dedica alla creazione di un immenso Giardino-Paesaggio mettendo in pratica i suoi quattro principi: è il "Dominio di Arnheim".
In quest'opera grandiosa Ellison dà inoltre attuazione al suo ideale di arte e bellezza poetica.